# Lasithi
Lasithi (grekiska: Λασίθι) är en grekisk regiondel (perifereiakí enótita), till 2010 prefekturen Nomós Lasithíou. Det tillhör regionen Kreta. Huvudort är Agios Nikolaos.
Andra större orter är Ierapetra, Sitia och Neapoli. Andra besöksmål är Lasithi-slätten, Vai, Myrtos och Zakros.

## Administrativ indelning
Regionen är indelad i fyra kommuner. Den tidigare prefekturen Nomós Lasithíou var indelad i nio kommuner.
- Dimos Agios Nikolaos
- Dimos Ierapetra
- Dimos Oropedio Lasithiou
- Dimos Siteia